# Fred Clark
Frederick Leonard Clark, född 19 mars 1914 i Lincoln, Kalifornien, död 5 december 1968 i Santa Monica, Kalifornien, var en amerikansk skådespelare.
Clark gjorde sin filmdebut 1947 i filmen Icke misstänkt. Hans tjugo år långa filmkarriär inkluderade nästan sjuttio filmer, och fler TV-framträdanden. Som en birollsskådespelare, med sin skrovliga röst, skräckinjagande storlek, flint och lilla mustasch fick han ofta spela roller som filmproducent, maffiaboss, jordägare, chef eller general.
Bland hans filmer återfinns Senor Americano (1948), En flicka på kroken (1948), Flamingovägen (1949), Glödhett (1949), Sunset Boulevard (1950), En plats i solen (1951), Hur man får en miljonär (1953), Min fantastiska tant (1958) och Alla tiders kille (1960). Även om han fortsatte att göra filmer under 1960-talet (bland annat i Hammer Film Productions The Curse of the Mummy's Tomb 1964) sågs han ofta till i TV-program, med gästroller i bland annat Burns and Allen, The Beverly Hillbillies och I Dream of Jeannie.
Han dog i Santa Monica från en leversjukdom. Fred Clark har en stjärna på Hollywood Walk of Fame för sitt arbete i TV, vid 1713 Vine Street.

## Filmografi
- Hoppa och vinn (1969)
- Skidoo (1968)
- Eva (1967)
- Ta't lugnt shejken (1965)
- Sergeant Deadhead (1965)
- Åh! ett sånt härligt krig (1965)
- Dr. Goldfoot and the Bikini Machine (1965)
- Mumiens grav (1964)
- Smekmånad på tre (1963)
- Zotz! (1962)
- Ung mans äventyr (1962)
- Drömbruden (1962)
- A porte chiuse (1960)
- Alla tiders kille (1960)
- Det ringer det ringer (1960)
- Nyårstjuven (1960)
- Det började med en kyss (1959)
- När var tar sin (1959)
- Karneval (1958)
- Min fantastiska tant (1958)
- Här kommer vi (1957)
- Akta er för vatten (1957)
- Kidnappad brud (1957)
- Stormdrivet flygplan (1956)
- Det surrar, det surrar (1956)
- Miracle in the Rain (1956)
- Huv'et på skaft (1956)
- Pappa Långben (1955)
- Ursäkta, om vi stör (1955)
- En mans myteri (1955)
- Gasen i botten (1955)
- Hur tokig som helst (1954)
- Kuliga kumpaner (1953)
- Grabben med chokla' i (1953)
- .. Och stjärnorna sjunga (1953)
- Hur man får en miljonär (1953)
- Alla kvinnors hjälte (1952)
- Sovkupe för tre (1952)
- Mord i Hollywood (1951)
- Hej tomtegubbar (1951)
- En plats i solen (1951)
- Örnen och slaghöken (1950)
- Pappa i trotsåldern (1950)
- Razzia i vildmarken (1950)
- Mrs. O'Malley and Mr. Malone (1950)
- Sunset Boulevard (1950)
- Flamingovägen (1949)
- En natt med Neptun (1949)
- De fredlösas dal (1949)
- Alias Nick Beal (1949)
- Glödhett (1949)
- Ond stad (1948)
- Ta mej om du kan! (1948)
- Två grabbar i Texas (1948)
- En flicka på kroken (1948)
- Icke misstänkt (1947)
- Senor Americano (1947)
- Larrys respitmånad (1918)